# Ctenogobius filamentosus
Ctenogobius filamentosus är en fiskart som beskrevs av Wu, 1939. Ctenogobius filamentosus ingår i släktet Ctenogobius och familjen smörbultsfiskar. Inga underarter finns listade i Catalogue of Life.